# 新井陽
新井 陽（あらい あきら、1931年11月6日 - 2012年7月10日）は、日本の経営者。北越製紙社長を務めた。

## 来歴・人物
東京都出身。1954年に一橋大学商学部を卒業し、同年に北越製紙に入社。1987年11月に取締役に就任し、1992年6月に常務、1995年6月に専務を経て、1999年6月には社長に就任。2003年6月に会長に就任。
2012年7月10日に敗血症のために死去。80歳没。